# Villa Park (Illinois)
Pour les articles homonymes, voir Villa Park (homonymie).
Villa Park est une ville américaine faisant partie de la banlieue de Chicago, dans le comté de DuPage, dans l'État de l'Illinois.

## Histoire
La ville a été fondée au début du XXe siècle, lorsque la société de fabrication de produits chocolatés Ovomaltine a implanté une usine à proximité de l'actuelle ville. Sa population compte 22 000 habitants. 
L'usine, qui a définitivement fermé en 1988, est classée au Registre national des lieux historiques des États-Unis.

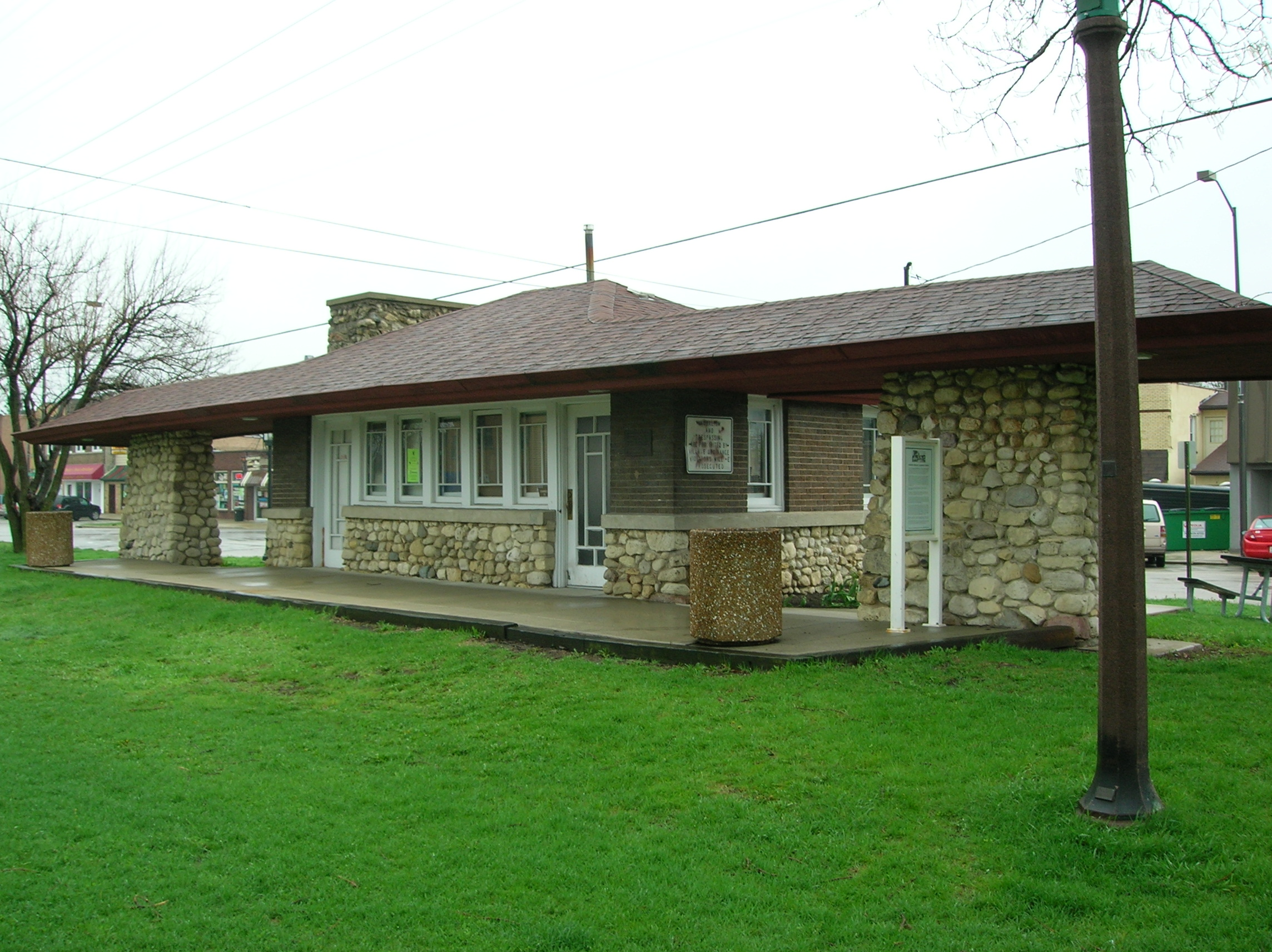
Gare de l'Avenue Ardmore

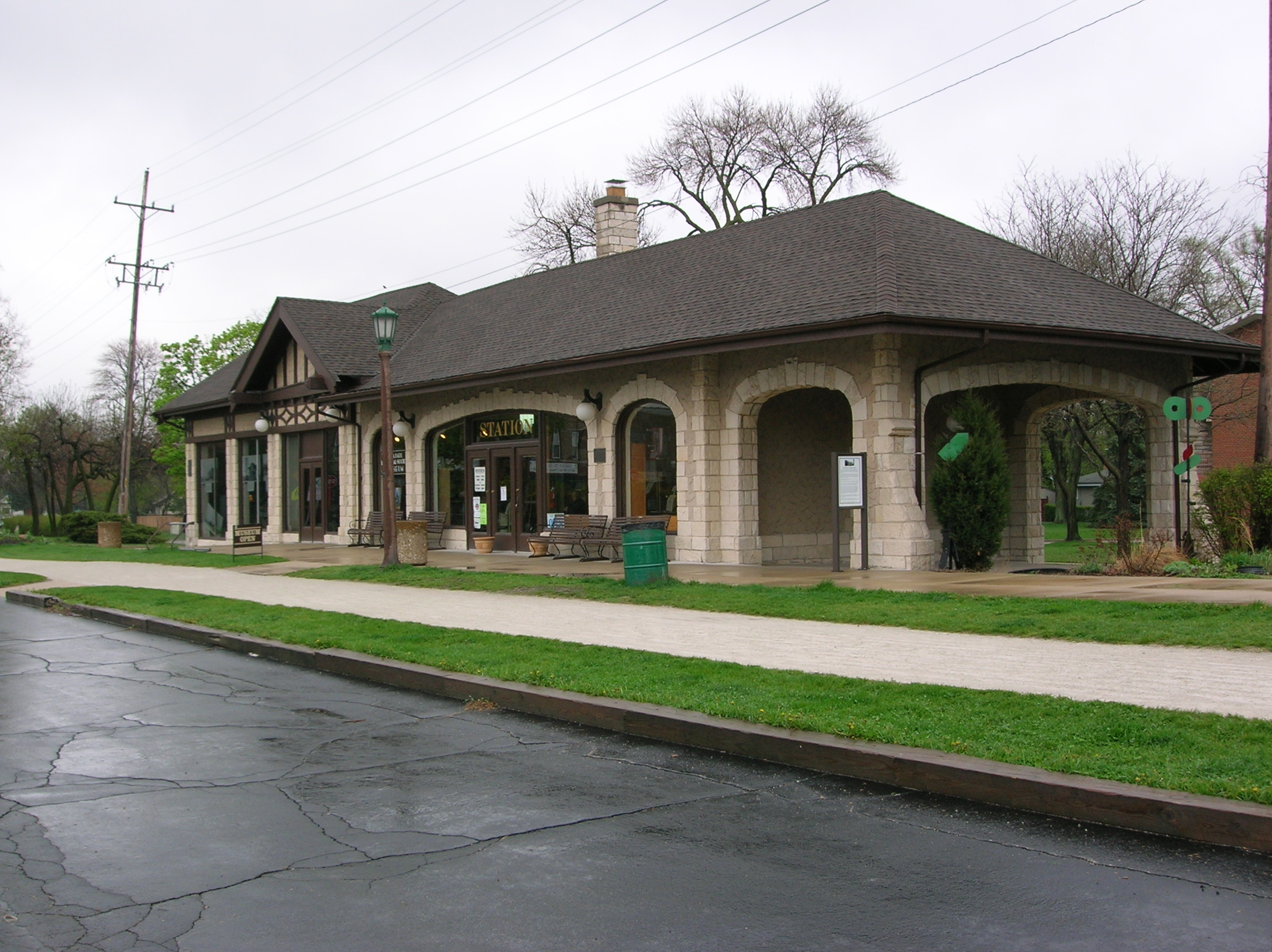
Gare de l'Avenue Villa